# Plaça Merdeka
La plaça Merdeka o plaça de la Independència és una plaça situada a Kuala Lumpur, la capital de Malàisia, ubicada davant de l'edifici Sultan Abdul Samad. Antigament, l'indret era conegut com a Selangor Club Padang o simplement Padang (que significa «camp» en malai) i s'utilitzava fins al 1987 com a green de cricket del Selangor Club (ara Royal Selangor Club). Va ser aquí on es va baixar la bandera del Regne Unit i es va hissar la bandera de Malàisia per primera vegada a la mitjanit del 31 d'agost de 1957. Des d'aleshores, la plaça Merdaka ha estat l'escenari habitual de la cavalcada anual del Dia de la Independència.

## Història
Quan la fundació de Kuala Lumpur, les comunitats xineses i malaies es van establir al llarg de la riba est del riu Klang. A l'oest del riu hi havia terres propietat de Yap Ah Loy i s'utilitzaven per a plantar-hi hortalisses. El 1880, la capital de l'estat de Selangor va ser traslladada de Klang a Kuala Lumpur per l'administració colonial. L'aleshores governador britànic William Bloomfield Douglas va decidir que els edificis governamentals i els habitatges del funcionariat s'havien d'ubicar a l'oest del riu per allunyar-se de les condicions insalubres de la ciutat. Les oficines governamentals i una nova comissaria de policia es van construir a Bukit Aman. Un tros de terreny pantanós i desigual immediatament a l'oest del riu Klang va ser anivellat i drenat per a ser utilitzat com a camp d'entrenament per a la policia. La terra va ser adquirida a Yap pel governador britànic Frank Swettenham per 50 dòlars per acre el 1882. Deu anys més tard, el 1892, el governador britànic en funcions Ernest Birch, que era un gran jugador de cricket, va començar a anivellar el terreny perquè es pogués utilitzar com a camp de cricket i altres esports. El club Selangor Club es va construir a la ubicació actual el 1890 i la catedral de Santa Maria es va construir el 1895.
El 1897, les oficines governamentals es van traslladar de Bukit Aman a l'edifici Sultan Abdul Samad amb vistes al Padang. Aquest edifici va acollir la Secretaria d'Estat de Selangor i més tard el Tribunal Suprem abans que es traslladés i quedés sense ús durant uns anys. Actualment acull el Ministeri de Cultura. La construcció de l'edifici Sultan Abdul Samad va començar abans que Kuala Lumpur es convertís en la capital dels Estats Malais Federats. El Padang va ser reanomenat com a plaça Merdeka l'octubre de 1989.

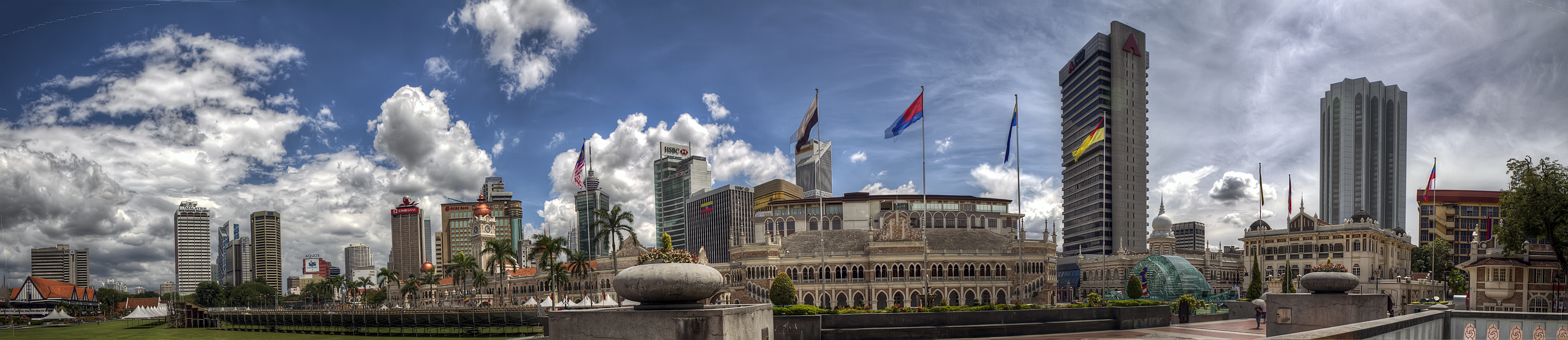
Edificis al voltant de la plaça de la Independència

A l'extrem sud de la plaça es troba un pal de bandera de 95 metres, un dels més alts del món. Una placa de marbre negre i rodona marca el lloc on es va hissar per primera vegada la bandera malaia.
Al voltant de la plaça hi ha molts edificis d'interès històric. Just al costat de la plaça hi ha l'edifici Sultan Abdul Samad, actualment la seu del Ministeri de Cultura de Malàisia. Davant de la plaça hi ha el Royal Selangor Club, que es va fundar l'any 1884 com a lloc de trobada per als membres d'alt rang de la societat colonial britànica. Al sud hi ha l'antic Museu Nacional d'Història que solia albergar una gran col·lecció d'objectes històrics. Des de llavors, la col·lecció s'ha traslladat al Museu Nacional de Malàisia. Al costat hi ha la Kuala Lumpur City Gallery que explica la història de Kuala Lumpur a través de models en miniatura i The Spectacular City Model Show. Al nord es troba la catedral anglicana de Santa Maria, actualment la diòcesi de Malàisia occidental i la seu del bisbe de Malàisia occidental. No lluny de la plaça també hi ha l'estació de tren original de Kuala Lumpur, que encara està operativa. Tanmateix, el centre principal de comunicacions es va traslladar el 2001 a KL Sentral. La plaça és accessible a poca distància a peu a l'oest de l'estació LRT de Masjid Jamek .